# Siegfried Wilhelm Dehn
Siegfried Wilhelm Dehn (Altona, 25 de febrer de 1799 - Berlín, 12 d'abril de 1858) fou un musicògraf, teòric de la música, editor, professor i bibliotecari alemany.
Primer estudià la carrera d'enginyeria de muntanyes, després la de lleis, i quan ja ocupava un lloc en l'ambaixada sueca a Berlín, es dedicà a l'ensenyança teòrica de la música, per a la qual estudià amb Bernhard Hlein, i no tardà a donar mostres de profitosa activitat com a professor. Entre els seus deixebles de composició hi figuren alguns que més tard agafaren molt fama.
Nomenat el 1842 conservador de la secció de música de la Biblioteca reial, el 1849 aconseguí el títol de professor.
A més de les noves edicions d'obres vocals dels segles xvi i xvii, publicà una Theoretisch-praktische Harmonielehre (Berlín, 1840, 2a, edició, 1860), i la Lehre vom Kontrapunkt, dem Kanon und der Fuge (publicat pel seu deixeble Bernhard Scholz, Berlín, 1859: 2a edició revisada, 1885).
Durant els anys 1842-48, publicà la revista musical Cecilia, fundada per Gottfrid Weber.

## Alumnes de composició
- Theodoro van Witt,[1]
- Ludwig Bussler,
- August Haupt,
- Schaeffer,
- Glinka,
- Kullak,
- Martin Blumner,
- Kiel,
- Rubinstein,
- Hoffman,
- Becker,
- Franz Espagne, etc.
- I de piano en Robert Pflughaupt (1833-1871).[2]